# Europastraße 603
Die Europastraße 603 (kurz: E 603) ist eine insgesamt etwa 180 Kilometer lange Europastraße des Zwischennetzes, die in Frankreich die Städte Saintes und Limoges über Angoulême verbindet.

## Verlauf
Die Straße verläuft von Westen nach Osten; sie beginnt in Saintes an der Autoroute A10 (Europastraße 5) und folgt von dort der Route nationale 141, die teilweise als zweibahnige Schnellstraße ausgebaut ist, über Cognac und Angoulême, La Rochefoucauld und Saint-Junien nach Limoges, wo sie an der Autoroute A20 (Europastraße 9) endet.